# Rojkær
Rojkær (dansk), Raakjær (ældre dansk) eller Roikier (tysk) er en landsby beliggende nord for Stenbjergkirke i det nordøstlige Angel i Sydslesvig. Administrativt hører Rojkær under Stenbjergkirke Kommune i Slesvig-Flensborg kreds i den nordtyske delstat Slesvig-Holsten. I kirkelig henseende hører landsbyen under Kværn Sogn. Sognet lå i Ny Herred (Flensborg Amt, Sønderjylland), da området tilhørte Danmark.
Kådnerbyen Rojkær er første gang nævnt 1599. Stednavnet er afledt af roj for ryddet land og -kær. Den jyske / angeldanske form er Råjkje. Med under Rojkær regnes Mølledam, hvor der tidligere var et teglværk. Den 84 ha stor statsejede skov Horskobbel er første gang nævnt 1668. Navnet er afledt af subst. hors for hest.
1867 dannede Rijkær sammen med Kastrup, Rævegrav, Mølledam, Filipsdal og skoven Horskobbel en selvstændig kommune, som i 1970 fusionerede med Kværn. Siden 2013 hører Rojkær under Stenbjergkirke kommune. Landsyber i omegnen er Nykirke i nord, Gingtoftholm i øst, Volsroj (også Volsrød, ty. Wolsroi) i sydøst og Kalleby i vest.